# 河内县
河內縣，中國舊縣名，春秋晉野王邑，秦始皇徙衛君角於此，漢置野王縣；隋開皇十六年改河內縣；明、清皆為河南懷慶府治；民國2年改為沁陽縣。治今河南沁陽市。